# Горн (острів)
Горн (ісп. Isla Hornos) — острів в південній частині архіпелагу Вогняна Земля, належить Чилі і входить в провінцію чилійська Антарктика. На острові знаходиться знаменитий мис Горн.

## Географія
Острів відомий як найпівденніша частина Південної Америки однак насправді такими є острова Дієго-Рамірес. Острів Горн належить до групи островів Ерміт (ісп. Islas Hermite) які, в свою чергу входять до складу архіпелагу Вогняна Земля.
На острові знаходиться база чилійського флоту: маяк, каплиця, житлові та підсобні будівлі. Поруч з базою знаходиться пам'ятник — скульптура у вигляді силуету альбатроса як пам'ять морякам, загиблим при спробах обігнути мис Горн. Острів входить до складу національного парку ісп. Parque nacional Cabo de Hornos).
Острів складається в основному з граніту крейдяного періоду, на північному заході острова знаходяться вулканічні скелі юрського періоду. У низинах острова росте торф'яний мох.

## Клімат
- Середня температура: 5,3 °C. Максимальна зареєстрована температура: 20,5 °C (лютий 1996). Мінімальна зареєстрована температура: -14,5 °C (червень 1992).
- Середня відносна вологість: 86.4 %.
- Середній напрям вітру: 264°. Середня швидкість вітру: 84 вузли. Максимальна швидкість вітру: 119 вузлів (серпень 1995)
- Середнє щорічна кількість опадів: 697,5 мм. Максимальна кількість опадів: 1263,2 мм (1990 рік)